# Lovefoxxx

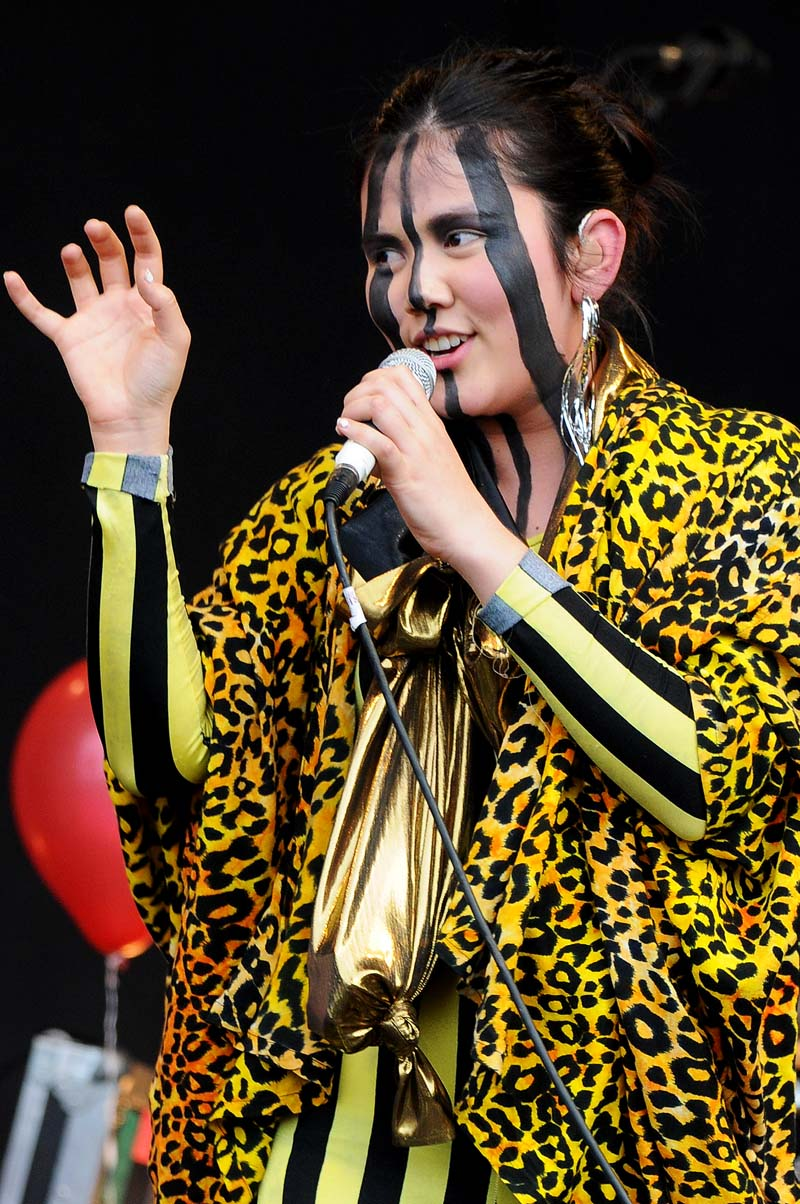
Lovefoxxx (2008)

Luísa Hanaê Matsushita (* 25. Februar 1984 in Campinas, São Paulo), besser bekannt unter ihrem Künstlernamen Lovefoxxx, ist eine brasilianische Sängerin und Künstlerin japanischer Abstammung. Bekanntheit erlangte sie als Frontfrau und Leadsängerin der Elektropop-Band Cansei de Ser Sexy (CSS). Wegen ihrer extravaganten Bühnenoutfits wird sie als Modeikone bezeichnet.

## Leben und Werk
Luísa Hanaê Matsushita wuchs als Tochter japanischer Einwanderer in Campinas im Bundesstaat São Paulo auf. Inspiriert von den Reisen ihrer Tante, wollte sie als Kind Stewardess werden. Mit 16 Jahren zog sie nach São Paulo, um als Illustratorin zu arbeiten, und begann bald darauf ein Praktikum in der Modebranche, der sie während ihrer Musikkarriere durch verschiedene Engagements erhalten blieb.

### CSS

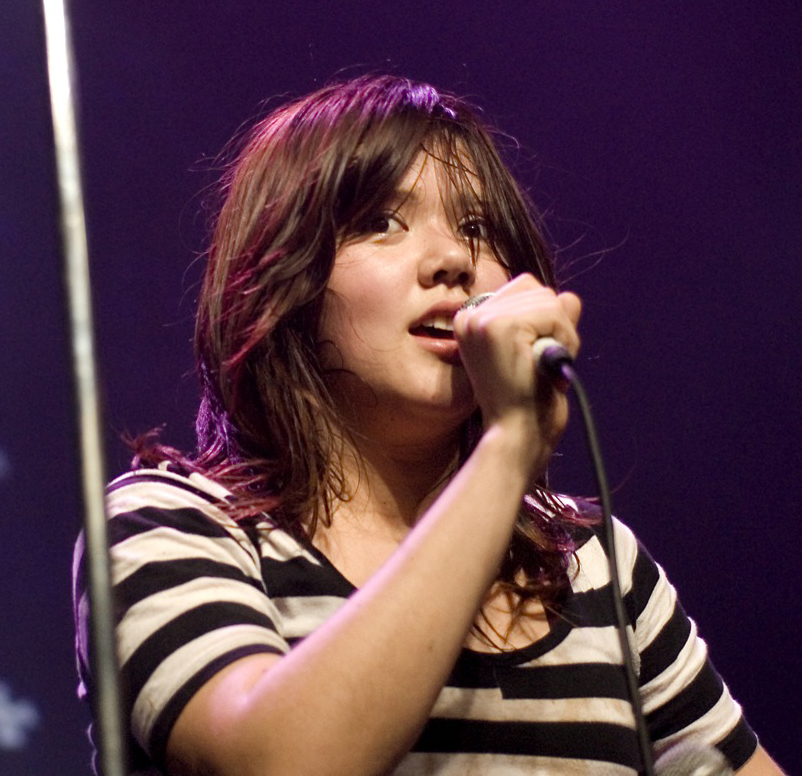
Lovefoxxx (2006)

2003 lud Luísas Freundin Iracema Trevisan sie ein, spaßeshalber gemeinsam in einer Band zu spielen. Da sie sich im Alter von 13 Jahren kurze Zeit an der E-Gitarre versucht hatte, erschien sie zum ersten Bandtreffen mit der Ambition, Gitarristin zu werden. Letztlich teilte sie Adriano Cintra, einziges Bandmitglied mit musikalischer Erfahrung, als Sängerin ein. Ohne große Erwartungen nannte sich die Band Cansei de Ser Sexy (Portugiesisch für „müde, sexy zu sein“) nach einem Zitat von Beyoncé, auf das Luísa im Internet gestoßen war.
Um Verwechslungen mit ihrer Bandkollegin Luíza Sá vorzubeugen, nahm sie den an Pornos erinnernden Künstlernamen Lovefoxxx an.
2005 erschien das Debütalbum von CSS bei Sub Pop und wurde mit von Matsushita co-komponierten Songs wie Music Is My Hot Hot Sex und Let’s Make Love and Listen to Death from Above ein internationaler Erfolg. Die dem New Rave zugerechnete Band begann weltweit aufzutreten und konnte sich vor allem in England ein breites Publikum erspielen.  Am Höhepunkt der Bandpopularität lebte Lovefoxxx fünf Jahre lang in London und führte eine mehrjährige Beziehung mit dem Klaxons-Gitarristen Simon Taylor-Davis. In der Folge wurden drei weitere Alben veröffentlicht und zwei Mitglieder verließen die Gruppe. Nach dem Ende der Beziehung mit Taylor-Davis zog die Sängerin zurück nach São Paulo.

### Solokarriere
Der extravagante Kleidungsstil verhalf Lovefoxxx CSS zu noch mehr Aufmerksamkeit und brachte ihr den Ruf eines Sexsymbols und einer Modeikone ein. 2006 und 2007 wurde sie zweimal hintereinander unter die Top 10 der NME’s Cool List gewählt, 2008 modelte sie für die Sommerkollektion von Luella Bartley und zierte das Cover der brasilianischen Ausgabe der Vogue. Ein besonderes Markenzeichen der Sängerin waren anfangs vor allem Catsuits aus Elastan, daneben gab sie an, ein Faible für Designer wie Vivienne Westwood zu haben. Indigo Clarke beschrieb ihren Stil als „Punk-Attitüde, verpackt als eine mit Lycra bekleidete Puppe“.
Nachdem sie bereits mit Primal Scream zusammengearbeitet hatte, nahm sie 2009 mit dem US-DJ-Kollektiv N.A.S.A. und zwei weiteren Musikern die Single A Volta auf. Ein Jahr später kollaborierte sie mit dem französischen DJ Kavinsky und sang mit ihm den Titel Nightcall ein. Das von Guy-Manuel de Homem-Christo co-produzierte  Lied wurde prominent in der Titelsequenz des Kinothrillers Drive eingesetzt.
2012 arbeitete sie mit Steve Aoki auf dessen Single Heartbreaker zusammen.
Abseits ihrer musikalischen Laufbahn wirkt Matsushita als freischaffende bildende Künstlerin in New York City.

## Diskografie
CSS
Kollaborationen
- 2008: I Love to Hurt (You Love to Be Hurt) (Primal Scream feat. Lovefoxxx)
- 2009: A Volta (N.A.S.A. feat. Sizzla, Amanda Blank & Lovefoxxx)
- 2010: Nightcall (Kavinsky feat. Lovefoxxx)
- 2011: Love Banana (João Brasil feat. Lovefoxxx)
- 2012: Heartbreaker (Steve Aoki feat. Lovefoxxx)